# František Zborník
František Zborník (27. prosince 1950 Písek – 12. října 2018) byl český režisér, scenárista, herec a pedagog.

## Život
Vystudoval Pedagogickou fakultu v Českých Budějovicích a později dramatickou výchovu na DAMU v Praze. V 70. a 80. letech působil ve Vodňanech v divadelním souboru Šupina jako herec, režisér i scenárista. Byl středoškolským učitelem ve Vodňanech a od roku 1986 odborným asistentem na Pedagogické fakultě Jihočeské univerzity, od roku 1999 působil na Pedagogické fakultě Univerzity Karlovy v Praze. Během života byl rovněž porotcem a lektorem mnohých seminářů a kurzů dramatické výchovy.
Poslední napsaný a zrežírovaný scénář Františka Zborníka, hra „O 14 dní dříve“, byla provedena v Divadle Pod čarou v Písku. František Zborník zemřel 12. října 2018, den před její premiérou.